# Кастранова (комуна)
Кастранова (рум. Castranova) — комуна у повіті Долж в Румунії. До складу комуни входять такі села (дані про населення за 2002 рік):
- Кастранова (2084 особи)
- Пуцурі (1531 особа)

Комуна розташована на відстані 169 км на захід від Бухареста, 28 км на південний схід від Крайови.

## Населення
За даними перепису населення 2002 року у комуні проживали 3615 осіб.
Національний склад населення комуни:
| Національність | Кількість осіб | Відсоток |
| -------------- | -------------- | -------- |
| румуни         | 3504           | 96,9%    |
| цигани         | 111            | 3,1%     |

Рідною мовою назвали:
| Мова      | Кількість осіб | Відсоток |
| --------- | -------------- | -------- |
| румунська | 3603           | 99,7%    |
| циганська | 12             | 0,3%     |

Склад населення комуни за віросповіданням:
| Релігія       | Кількість осіб | Відсоток |
| ------------- | -------------- | -------- |
| православні   | 3603           | 99,7%    |
| п'ятдесятники | 11             | 0,3%     |
| адвентисти    | 1              | < 0,1%   |